# Nicolás de Jesús López Rodríguez
Nicolás de Jesús López Rodríguez, né le 31 octobre 1936 à Barranca (district municipal de La Vega) en République dominicaine, est un cardinal, archevêque de Saint-Domingue de 1981 à 2016.

## Biographie

### Prêtre
Il est ordonné prêtre le 18 mars 1961 pour le diocèse de La Vega. Il prolonge ses études à Rome en suivant un cursus en sociologie pastorale au Centre international pour la formation sociologique du clergé et un cursus en sciences sociales à l'université pontificale Saint-Thomas-d'Aquin (Angelicum). Par la suite, il suivra également une formation en droit canon à l'Université pontificale grégorienne.
De retour dans son diocèse, il exerce divers ministères avant d'être nommé vicaire général en 1970.

### Évêque
Nommé évêque de San Francisco de Macorís le 16 janvier 1978, il est consacré le 25 février suivant par le cardinal Octavio Beras Rojas.
Le 15 novembre 1981, il est nommé archevêque de Saint-Domingue. Depuis le 4 avril 1982, il cumule cette charge avec celle d'évêque aux armées de la République dominicaine.
De 1984 à 2002, il préside la Conférence de l'épiscopat dominicain.
Il se retire de sa charge archiépiscopale à quelques mois de ses 80 ans, le 4 juillet 2016.

### Cardinal
Il est créé cardinal lors du consistoire du 28 juin 1991 avec le titre de cardinal-prêtre de S. Pio X alla Balduina. 
Il participe aux conclaves de 2005 (élection de Benoît XVI) et de 2013 (élection de François). Le 31 octobre 2016, il atteint la limite d'âge, ce qui l'empêche de participer aux votes du conclave de 2025 (élection de Léon XIV).
Au sein de la Curie romaine, il est membre de la Congrégation pour le clergé, de la Congrégation pour les Instituts de vie consacrée et les Sociétés de vie apostolique, du Conseil pontifical pour les communications sociales et de la Commission pontificale pour l'Amérique latine.